# Lamongan (ville)
Pour les articles homonymes, voir Lamongan.
Lamongan est une ville d'Indonésie, située dans la province de Java oriental. C'est le chef-lieu du kabupaten homonyme.